# Artur Pastor
Artur Arsénio Bento Pastor (Alter do Chão, 1 de maio de 1922 — Lisboa, 17 de setembro de 1999) foi um fotógrafo português.

## Biografia
Termina o curso de Regente Agrícola em Évora, na Herdade da Mitra, em 1942. O primeiro trabalho de fotografia que faz foi para ilustrar a sua tese final. Foi nessa altura que descobriu o gosto pela fotografia que o fascinaria até ao fim da sua vida.
Em Évora, onde vive na altura, envolve-se em inúmeros projetos e começa a apresentar trabalhos seus em publicações ilustradas, postais, selos e cartazes. Durante este período inicial da sua vida artística colabora em diversos jornais do Sul do País com artigos de opinião e de cariz literário.
No início dos anos cinquenta vai trabalhar para os serviços do Ministério da Agricultura em Montalegre. Naquela época tenta formar, em Braga, uma associação fotográfica. Em 1953 vem viver para Lisboa. Nesta cidade passa a fazer parte do Foto Clube 6x6.
Pertenceu aos quadros do Estado durante cerca de trinta anos como Engenheiro Técnico Agrário. Ao longo destes anos, foi responsável pela obtenção e organização das mais de 10 000 fotos que compõem a Fototeca da Direção-Geral dos Serviços Agrícolas. Paralelamente, colaborou com outros organismos ligados à agricultura como as Juntas Nacionais do Azeite, do Vinho, das Frutas e a Federação Nacional dos Produtores de Trigo, entre outros.
Pelo serviço prestado enquanto fotógrafo do Ministério da Agricultura, foi-lhe atribuído, a 14 de novembro de 1968, o grau de Oficial da Ordem Civil do Mérito Agrícola e Industrial (Classe do Mérito Agrícola). Registou milhares de fotografias por solicitação dos mais diversos organismos oficiais e grandes empresas, sobretudo no campo da agricultura e turismo. Colaborou, com centenas de fotografias, em exposições oficiais e feiras, no país e no estrangeiro. Participou em Salões Nacionais e Internacionais de Fotografia. Nos Salões Nacionais, obteve, com regularidade, os primeiros prémios.

## Exposições

### Individuais
- "Motivos do Sul", com o tema Alentejo, Algarve e Serra da Arrábida, no Circulo Cultural do Algarve, Faro, em janeiro de 1946 (300 trabalhos)[1][4][5]
- nos Escritórios de informações da Comissão Municipal de Turismo de Faro, Faro, em 1946
- no Salão de Festas da Sociedade Recreativa Olhanense, Olhão, em 1946
- "Motivos do Sul", com o tema Algarve, Setúbal e Alentejo, na Sociedade Harmonia Eborense, Évora, em junho de 1946[6][7]
- com o tema Alentejo, no Pátio Árabe da Casa do Alentejo, Lisboa, em maio de 1947
- com o tema cidade e região de Setúbal, no Salão Nobre da Câmara Municipal de Setúbal, Setúbal, em julho de 1947[8]
- com o tema Algarve, Alentejo e Setubal, no Palácio do Barrocal, Évora, em julho de 1949
- com o tema praia de Sesimbra, nas Montras da Casa J. C. Alvarez, Lda na rua Augusta, Lisboa, em outubro de 1949[9]
- com o tema vila e praia de Albufeira, nas Montras da Casa J. C. Alvarez, Lda na rua Augusta, Lisboa, em agosto de 1950
- no Salão Maior do Palácio Foz, Lisboa, em dezembro de 1970 (360 trabalhos)[10]
- com o tema paisagens com neve em Trás-os-Montes, nas Montras da Casa J. C. Alvarez, Lisboa, em dezembro de 1974
- "Apontamentos de Lisboa", com o tema Lisboa, no Palácio Galveias, Lisboa, em junho de 1986 (136 trabalhos)[11][12]
- "Pequena Mostra de Fotografias de Artur Pastor", na Junta de Freguesia de Santiago, Lisboa, em novembro de 1986
- "Algarve (anos 50-60) Alguns Apontamentos", na Galeria de Arte Pintor Samora Barros, Albufeira, em abril de 1998

### Individuais póstumas
- "Artur Pastor 'O Domador da Rolleiflex'", na galeria ColorFoto, Porto, em julho de 2006
- "História(s) da Terra: Fotografias de Artur Pastor", no Museu do Pão, Seia, em outubro de 2006[13][14]
- "A Nazaré de Artur Pastor", na Biblioteca Municipal da Nazaré, Nazaré, em novembro de 2008[15]
- "Artur Pastor, Exposição de Fotografia", em três núcleos: Arquivo Municipal de Lisboa | Fotográfico, Museu da Cidade | Pavilhão Preto e Colorfoto Alvalade, Lisboa, em junho de 2014.[16][17][18][19][20]
- "O Algarve de Artur Pastor", Convento de São José, Lagoa, setembro de 2015 a março de 2016[21][22][23][24][25][26][27]
- "Expo Fotografia Artur Pastor", Centro Cultural do Morgado, Arruda dos Vinhos, fevereiro a abril de 2016[28]
- "Fotógrafo Artur Pastor", Núcleo Museológico Agro-Florestal da Barroca, Mora, abril a agosto de 2016[29]
- "Fotografia de Artur Pastor", Castelo de Alter do Chão, Alter do Chão, julho a agosto de 2016[30]
- "Braga de Artur Pastor", Casa dos Crivos e no Museu da Imagem, Braga, agosto e setembro de 2016[31][32][33][34]
- "O Mar e as Suas Gentes", Museu Municipal de Albufeira e "Locais com História", Arquivo Histórico, Albufeira, junho a dezembro de 2018[35]
- "Paisagens Urbanas no Alentejo de Artur Pastor", Casa dos Burgos, Évora, fevereiro a abril de 2019[36]
- "Artur Pastor e os Mundos do Sul", Museu Municipal de Tavira, Tavira, março a novembro de 2019[37]
- "Páscoa, Artur Pastor", Casa dos Crivos, Braga, abril a maio de 2019[38]
- "Um Alentejo Distante", Centro para a Salvaguarda do Património Imaterial – Unesco, Beja, dezembro de 2019 a março de 2020[39]
- "Woman in Artur Pastor’s Photography", The Hartwig Alley, Lublin, Polónia, agosto de 2021[40]
- "Artur Pastor, O Povo no Panteão", Panteão Nacional, Lisboa, novembro de 2021 a fevereiro de 2022[41]
- "Artur Pastor: Um Certo Portugal", Arquivo e Biblioteca do Município de Grândola, Grândola, abril a maio de 2022[42]
- "Évora Património, Fotografias de Artur Pastor", Igreja do Salvador, Évora, maio a setembro de 2022[43]
- "Um Algarve Diferente", Esplanada Dr. Frutuoso da Silva, Albufeira, junho de 2022 a junho de 2023[44][45]
- "Montalegre Pequeno Grande Mundo!", Ecomuseu, Montalegre, julho a setembro de 2022[46][47]

### Participação em exposições
- exposição de turismo nacional, no Palácio Foz, Lisboa, em 1953
- "Exposição Universal de Bruxelas", Pavilhão de Portugal, Bruxelas, 1958[48][49]
- "Olhão, Terra Cubista", Museu Municipal de Olhão, Olhão, maio a agosto 2015[50]
- "A Luz de Lisboa", Torreão Poente do Museu de Lisboa, no Terreiro do Paço, Lisboa, julho 2015 a março 2016[51]
- "O Centro Histórico de Évora e as Artes do Trabalho", Convento dos Remédios, Évora, dezembro 2016 a julho de 2017[52]

### Salões internacionais
Entre 1946 e 1948, participou em vários salões de fotografia internacionais.
- XIII Salão Internacional de Fotografia, em Madrid
- VI e VII Salão Internacional de Arte Fotográfico, em Barcelona
- XXIII Salão Internacional de Fotografia, em Zaragoza
- Salão de Arte Fotográfica de Copenhaga, na Dinamarca
- Salão Internacional de Arte Fotográfica de São Paulo
- Salão Internacional de Arte Fotográfica do Rio de Janeiro
- Salão Internacional de Arte Fotográfica de Leicester, em Inglaterra
- Salão Internacional de Arte Fotográfica de Charleroi
- Salão Internacional de Arte Fotográfica do Luxemburgo, onde ganhou um diploma de honra

## Publicações

### Com autoria dos textos e fotografias
- Álbum sobre a Nazaré oferecido à Rainha Isabel II, aquando da sua visita a Portugal,[53] Câmara Municipal da Nazaré, fevereiro de 1957
- "Nazaré", Livraria Portugal, 1958[54]
- "Algarve", Livraria Portugal, 1965[55]
- Caderno "A Fotografia e a Agricultura", Direção Geral de Extensão Rural do Ministério da Agricultura e Pescas, 1979.

### Com autoria exclusiva das fotografias
- "Évora, Encontro com a Cidade", com textos de Túlio Espanca, edição da Câmara Municipal de Évora, em 1988[56]

### Participação em álbuns com fotografias da sua autoria
- "As Mulheres do Meu País", de Maria Lamas, publicado em fascículos entre 1948 e 1950[1]
- "Romantic Portugal", edição de Frederic P. Marjay, 1955[57]
- "Lisboa", edição de Frederic P. Marjay, 1956
- "Portugal", edição de Frederic P. Marjay, 1962
- "Guia de Braga", Câmara Municipal de Braga, 1959
- "A Região a Oeste da Serra dos Candeeiros", Fundação Calouste Gulbenkian, 1961[58]
- "Albufeira, Imagens do Passado", Câmara Municipal de Albufeira, 1997

### Participação em revistas nacionais
"Alcobaça", "Panorama", "Mundo Ilustrado", "Agricultura", "Fotografia", "Revista Shell".
Forneceu fotografias para boletins informativos, almanaques do Alentejo e ainda desdobráveis de turismo, capas de livros e de discos, selos, inúmeros folhetos, agendas, boletins regionais, calendários e cartazes.

### Participação em revistas estrangeiras
- "Photography Year Book"
- "Photography", inglesa, 1953
- "Revue Française"
- "Architektur & Wohnen"
- "Revue Fatis"
- "Photo Guide Magazine"
- "Art Photography", americana, 1954
- Jornal "Times" de Londres, 20 de outubro de 1962, 8 de dezembro 1962, 5 de janeiro de 1963
- "Merian", fevereiro de 1968
- "National Geographic Magazine", arquivo do Flasback, maio de 2013[59]

Foi o autor português que, a convite do editor, escreveu o artigo sobre Portugal, com inclusão apenas de fotos suas, na "The Focal Encyclopedia of Photography"

## Máquinas fotográficas utilizadas
- Rolleiflex, de película 6x6[1]
- Mamiya C33, de película 6x6
- Nikon F90X, de formato de 35mm

## Documentário
Foi produzido um documentário, para exibição na exposição "Artur Pastor, Exposição de Fotografia", no Pavilhão Preto do Museu da Cidade, com o título: "A Paisagem de Artur Pastor". A estreia do mesmo foi realizada no Cinema São Jorge, a 28 de maio de 2014.

## Espólio
Em 2001, o seu espólio foi adquirido, na sua quase totalidade, pelo Arquivo Fotográfico Municipal de Lisboa. Os arquivos fotográficos de Artur Pastor contêm largos milhares de fotografias, a preto e branco, diapositivos a cores, e em negativos a cores. Para além da cobertura de todas as regiões continentais e insulares do país, constam coleções de várias províncias de Espanha e Itália e das cidades de Paris e Londres.
Deixou preparada a exposição "Uma Visão Histórica e Etnográfica do País", com fotografias de Portugal a preto e branco e a cores, e outras, sobre Lisboa, Porto, Braga, Évora e Sintra.